# Shirkuh
Asad al-Dīn Shīrkūh (in arabo اسد الدين شيركوه‎?, Şêrko in curdo; ... – 23 marzo 1169) è stato un generale curdo di Norandino, Atabeg d’Aleppo e di Damasco.
Divenne anche vizir dell'Egitto fatimide nel 1169. Era membro della famiglia degli Ayyubidi ed era zio paterno di Saladino, che gli succedette in Egitto, dove era giunto al seguito dello zio per volere dello stesso Nūr al-Dīn.

## Biografia

### Ufficiale dei Selgiuchidi
Abū l-Ḥārith Shīrkūh era figlio del capo curdo Shādhī ibn Marwān e uno dei fratelli di Ayyūb. La famiglia apparteneva al clan curdo dei Rawādiyya, anch'esso branca della tribù Hadhabani, imparentata con la dinastia curda dei Shaddadidi. Quando l'ultimo di costoro fu deposto a Dvin nel 1130, Shādhī condusse la sua famiglia dapprima a Baghdad e poi a Tikrit, di cui  divenne governatore per conto di Bihrūz, Ṣāḥib al-shurṭa (Comandante della polizia), o shiḥna d'Iraq per conto del Sultano selgiuchide presso il Califfo abbaside. Shādhī morì poco dopo e Ayyūb gli succedette come governatore di Tikrīt.
Nel 1132, il Califfo al-Mustarshid approfittò della morte del Sultano Mahmud II e della lotta per la sua successione per tentare di emanciparsi dalla tutela selgiuchide. Il turco Zengi, Emiro di Mossul, marciò su Baghdad per aiutare i turchi Selgiuchidi, ma fu sconfitto vicino Tikrīt dall'esercito del Califfo. Accerchiato col suo esercito sulla sponda del fiume, dovette la propria salvezza ad Ayyūb che gli fece attraversare il fiume e l'aiutò nella sua fuga. Verso il 1137, i due fratelli lasciarono Tikrīt, qualche giorno prima della nascita di Saladino, per raggiungere Zengi, che nominò Ayyūb governatore di Baalbek.

### Ufficiale dei Zengidi
Più tardi, Shīrkūh divenne l'uomo di fiducia di Nur al-Din e l'accompagnò in Siria nel 1146. Nel 1149 uccise il principe Raimondo d’Antiochia nella battaglia d'Inab. Nel 1154 Nūr al-Dīn lo inviò col fratello Ayyūb per indebolire l'influenza dell'atabeg Mujir al-Din Abaq e isolarlo, in modo che Norandino potesse conquistare la città senza difficoltà il 18 aprile 1154. Nel maggio 1157, Nūr al-Dīn pianificò di strappare Bāniyās ai Crociati e inviò Shīrkūh alla testa di un distaccamento militare nella zona tra Bāniyās e Toron. Avendo mal valutato le capacità della loro forza, un centinaio di cavalieri crociati la attaccarono ma furono sgominati, catturati e inviati a Damasco il 18 maggio 1157). Tale vittoria tuttavia non permise la conquista di Bāniyās, giacché re Baldovino III di Gerusalemme giunse in aiuto della città sotto assedio. Poco dopo, nel mese d'ottobre del 1157, Nūr al-Dīn fu colpito da una malattia grave e sembra che in quel periodo Shīrkūh avesse dapprima ipotizzato, salvo poi ripensarci, di impadronirsi di Damasco, seguendo i prudenti consigli di suo fratello Ayyūb, tanto che Norandino confermò Shīrkūh a Damasco durante la sua malattia. Nūr al-Dīn si ristabilì in salute nell'aprile 1158 e Shīrkūh lanciò poco dopo un'incursione all'interno della Contea di Sidone, ma patì un rovescio e una parte dei suoi soldati fu fatta prigioniera.

### La conquista dell'Egitto
Alcuni anni dopo, nel 1163, Ḍirghâm, un funzionario egiziano e ḥājib dei Fatimidi, si ribellò contro il visir Shāwar. Quest'ultimò riuscì però a fuggire e a rifugiarsi alla corte di Norandino.
Shāwar chiese allora a Nūr al-Dīn di aiutarlo a recuperare il suo incarico in Egitto. Norandino era però reticente al riguardo, poiché non voleva intervenire nel ginepraio costituito dalle questioni egiziane fatimidi. Venne però a sapere che il re Amalrico I di Gerusalemme tentava un'incursione in Egitto e che stava assediando senza successo la città di Bilbays. Dal momento che Norandino non voleva assolutamente che i re di Gerusalemme s'insediassero nella vallata del Nilo e che Shāwar gli prometteva di versargli indennità di guerra e anche uno stabile tributo, inviò allora nel maggio 1164 un esercito comandato da Shīrkūh. L'azione, coordinata con un'operazione diversiva per allontanare i Crociati dall'Egitto, riuscì e Ḍirghām, incapace di organizzare una difesa, fu rovesciato e ucciso mentre fuggiva. Una volta ristabilito il suo vizirato, Shāwar chiese però a Shīrkūh di abbandonare subito l'Egitto, senza fargli incassare le promesse indennità, avviando segretamente contatti coi Crociati, promettendo loro di versare un'indennità di 1000 dīnār quotidiani. Shīrkūh rispose che non avrebbe lasciato il Paese senza le somme pattuite.
Shīrkūh si trincerò per tre mesi a Bilbays, che i Crociati e gli Egiziani assediarono. Shāwar ritardava l'attacco sperando di sfiancare i suoi antichi alleati. Il tempo sembrò dargli ragione, dal momento che Norandino, per soccorrere il suo luogotenente curdo assediato, invase il Principato di Antiochia, sconfisse Boemondo III a Harrim e lo fece prigioniero. Obbligato a ritirarsi per soccorrere Antiochia, Amalrico I concluse un accordo con Shīrkūh, in base al quale i due eserciti - quello crociato assediante e quello zengide assediato - s'impegnavano a ritirarsi contemporaneamente dall'Egitto nel novembre del 1164.

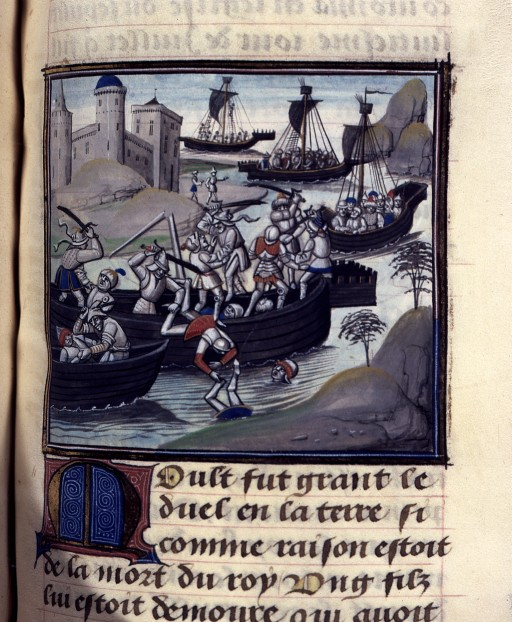
Assedio di Alessandria d'Egitto. (Manoscritto della Biblioteca nazionale di Francia, 68, folio 340).

Durante i tre anni successivi, Shīrkūh non cessò di chiedere a Norandino l'autorizzazione e gli strumenti per vendicarsi di Shāwar. Ma Nūr al-Dīn preferì mantenere lo status quo con l'Egitto, giacché questo teneva parimenti calmi i Crociati. Secondo Guglielmo di Tiro, Shīrkūh intraprese anche un passo verso il Califfo abbaside, facendogli balenare la possibilità di sbarazzarsi del Califfo concorrente (ovvero l'Imam fatimide) e di orientamento ismailita, ma Ibn al-Athīr è muto su questo punto. Shāwar, inquieto di tali passi a lui ostili, negoziò un trattato d'aiuto reciproco con Amalrico.
Venutolo a sapere, Nūr al-Dīn dette allora la sua autorizzazione a Shīrkūh e una truppa di duemila cavalieri lasciò Damasco nel gennaio del 1167. I due eserciti crociato e zengide arrivarono simultaneamente in Egitto. Shīrkūh non poté marciare direttamente sul Cairo e si attestò a Gīza. I Crociati conclusero un patto d'alleanza con l'Egitto, ratificato dall'Imam al-ʿĀḍid li-dīn Allāh. Poi gli eserciti si scontrarono a Bābayn-Ashmūnayn e Shīrkūh vinse, ma i Crociati subirono poche perdite. Shīrkūh prese Alessandria, che affidò a suo nipote Saladino, figlio di Ayyūb, poi si recò in Alto Egitto dove pose l'assedio alla città di Qūs, durante il quale Crociati ed Egiziani assediarono a loro volta Alessandria.
Ancora una volta Amalrico e Shīrkūh conclusero una pace ed evacuarono contemporaneamente l'Egitto, ma Amalrico lasciò una guarnigione nel Paese e un piccolo contingente incaricato d'incassare il tributo di 100.000 dīnār annui, concordato con Shāwar.
La presenza dei Crociati al Cairo irritò la popolazione e Amalrico inviò Guglielmo di Tiro a Bisanzio per mettere a punto un'azione concertata in vista di conquistare l'Egitto. Venuto a sapere, Shāwar si riavvicinò a Nūr al-Dīn e Amalrico, spinto dai suoi baroni che denunciavano il tradimento del vizir, invase l'Egitto. Mentre Shāwar tentava di negoziare con Amalrico, l'Imām al-ʿĀḍid inviò una missiva a Norandino chiedendo il suo aiuto. Quando i Crociati arrivarono davanti al Cairo, trovarono la città incendiata: gli abitanti avevano preferito dare alle fiamme la loro città piuttosto che consegnarla ai Crociati. Davanti a una simile determinazione, Amalrico preferì ritirarsi e lasciare l'Egitto il 2 gennaio 1169, poco prima che Shīrkūh arrivasse. Il 18 gennaio, Shāwar fu attirato in un'imboscata e ucciso direttamente da Saladino e Shīrkūh divenne allora visir d'Egitto, ma egli stesso morì il 23 marzo 1169 a causa di un pasto eccessivamente abbondante, lasciando il Paese a suo nipote Saladino.

## Matrimoni e figli
Shīrkūh lasciò come figli:
- Nasir al-Din Muhammad (morto nel 1186), Emiro di Homs  dal 1180 al 1186.